# 杉崎和久
杉崎 和久（すぎさき かずひさ、1973年 - ）は、日本の政治学者。まちづくりコーディネーター。
法政大学大学院公共政策研究科教授、法政大学法学部教授。

## 略歴
1997年 - 東京理科大学理工学部建築学科卒業。1999年 - 東京理科大学理工学研究科建築学専攻博士前期修了。
2004年 - 東京大学大学院工学系研究科都市工学専攻博士後期満期退学。2004年 - 東京大学大学院工学系研究科都市工学専攻 協力研究員。
2014年 - 法政大学法学部政治学科教授。2014年 - 法政大学大学院公共政策研究科教授。

## 社会的活動
千葉県流山市「流山市民活動推進センター業務委託選考委員会」委員、同市「協働まちづくり提案調整会議」委員長、埼玉県所沢市「行政経営推進委員会」委員、東京都練馬区「景観計画検討委員会」委員、埼玉県所沢市「公共事業評価委員会」委員長、東京都千代田区「千代田区基本構想懇談会」委員などを歴任。
現在は埼玉県所沢市「公共事業評価委員会」委員長、神奈川県大和市「大和市街づくり推進会議」会長、京都府京都市「下京区区民まちづくり会議」顧問などを務める。

## 著作等

### 共著
- 『市民参加と合意形成』（学芸出版社、2005年）
- 『新しい自治のしくみづくり』（ぎょうせい、2006年）
- 『まちづくり百科事典』（丸善、2008年）
- 『住民主体の都市計画』（学芸出版社、2009年）
- 『人口減少時代の都市計画』（学芸出版社、2011年）
- 『コミュニティデザイン学: その仕組みづくりから考える 』（東京大学出版会、2016年）
- 『コミュニティ事典』（春風社、2017年）
- 『日本都市史・建築史事典 』（丸善出版、2018年）
- 『小さな空間から都市をプランニングする 』（学芸出版社、2019年）
- 『生きた景観マネジメント 』（鹿島出版会、2021年）
- 『都市科学事典』（春風社、2021年）
- 『まちづくりプラットフォーム 』（萌文社、2022年）
- 『図説 都市計画』（学芸出版社、2022年）

### 論文
- 『都市計画関連分野における「参加」機会の現状』（都市計画、59(4)、55-59、2010年）
- 『対話で継承される伝統的街並み－京都市姉小路界隈における20年間の活動より－ 』（「2019年度日本建築学会大会（北陸）都市計画部門研究協議会資料、65-66、2019年）
- 『都市計画・建築における市民参加の歴史 』（建築雑誌、20-23、2022年）など

## 専門分野
- 社会基盤（土木・建築・防災）
- 建築計画、都市計画

## 受賞歴
- 日本環境共生学会「環境共生学術賞」著作賞（2004年)[3]